# Groene Gordel
De Groene Gordel is de landelijke zone rond het Brussels Hoofdstedelijk Gewest en bestaat uit het Arrondissement Halle-Vilvoorde en het westelijk deel van het Leuvense. Deze regio is opgedeeld in drie kleinere regio's:
- het Pajottenland in het westen
- de Brabantse Kouters in het noorden
- het Dijleland in het oosten

Het Pajottenland omvat de gemeenten tussen Asse en Halle, de Brabantse Kouters omvat de gemeenten tussen Opwijk en Zemst en het Dijleland ligt tussen Huldenberg en Boortmeerbeek. Ook de Druivenstreek maakt er deel van uit.
Belangrijke steden in dit gebied zijn: Halle (Pajottenland), Vilvoorde (Brabantse Kouters) en Leuven (Dijleland). De Streek-GR Groene Gordel is een lusvormig streekpad van 157 kilometer door het gebied; de LF Groene Gordelroute is 126 kilometer lang.

## Afbeeldingen

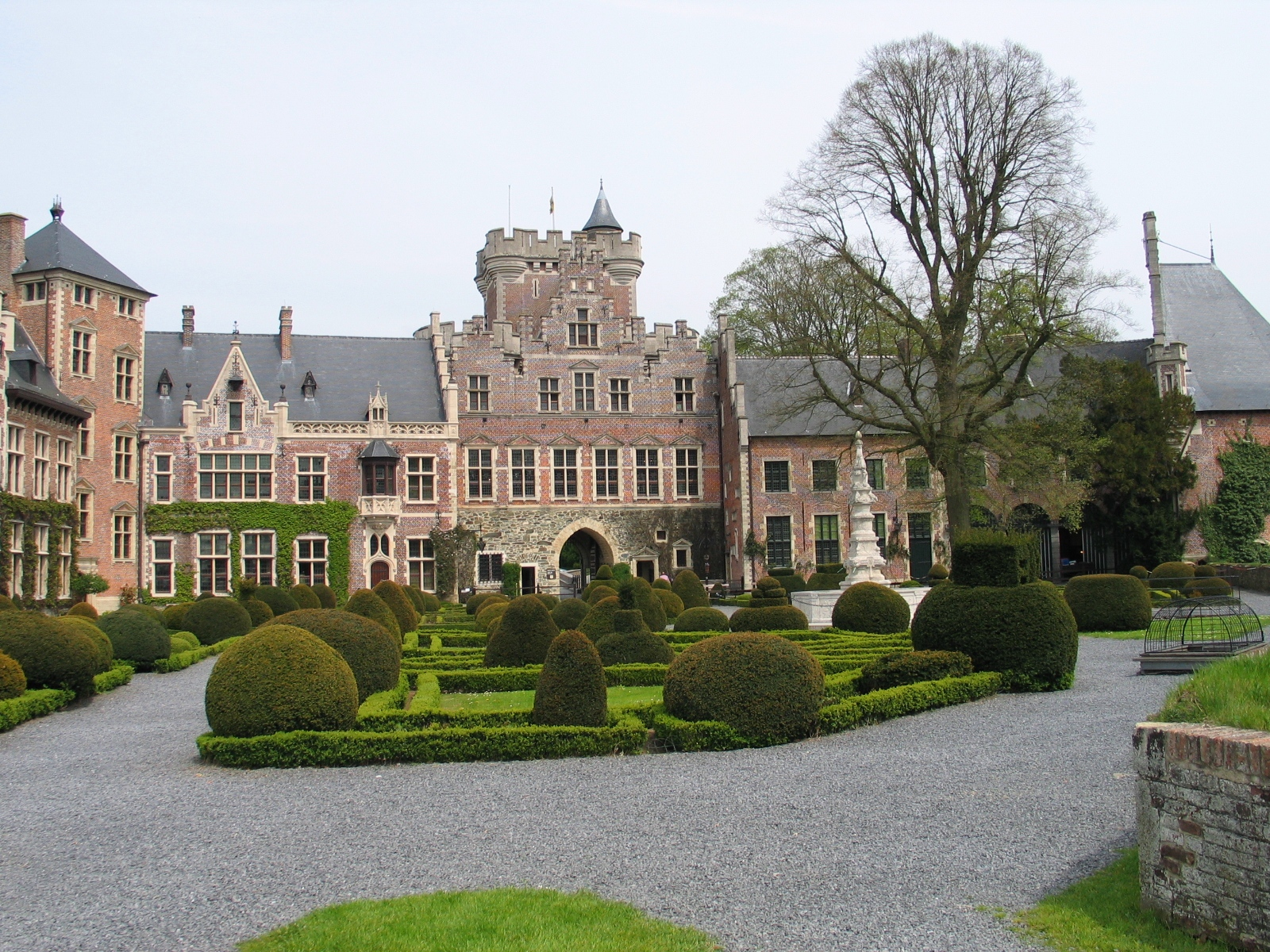
Kasteel van Gaasbeek
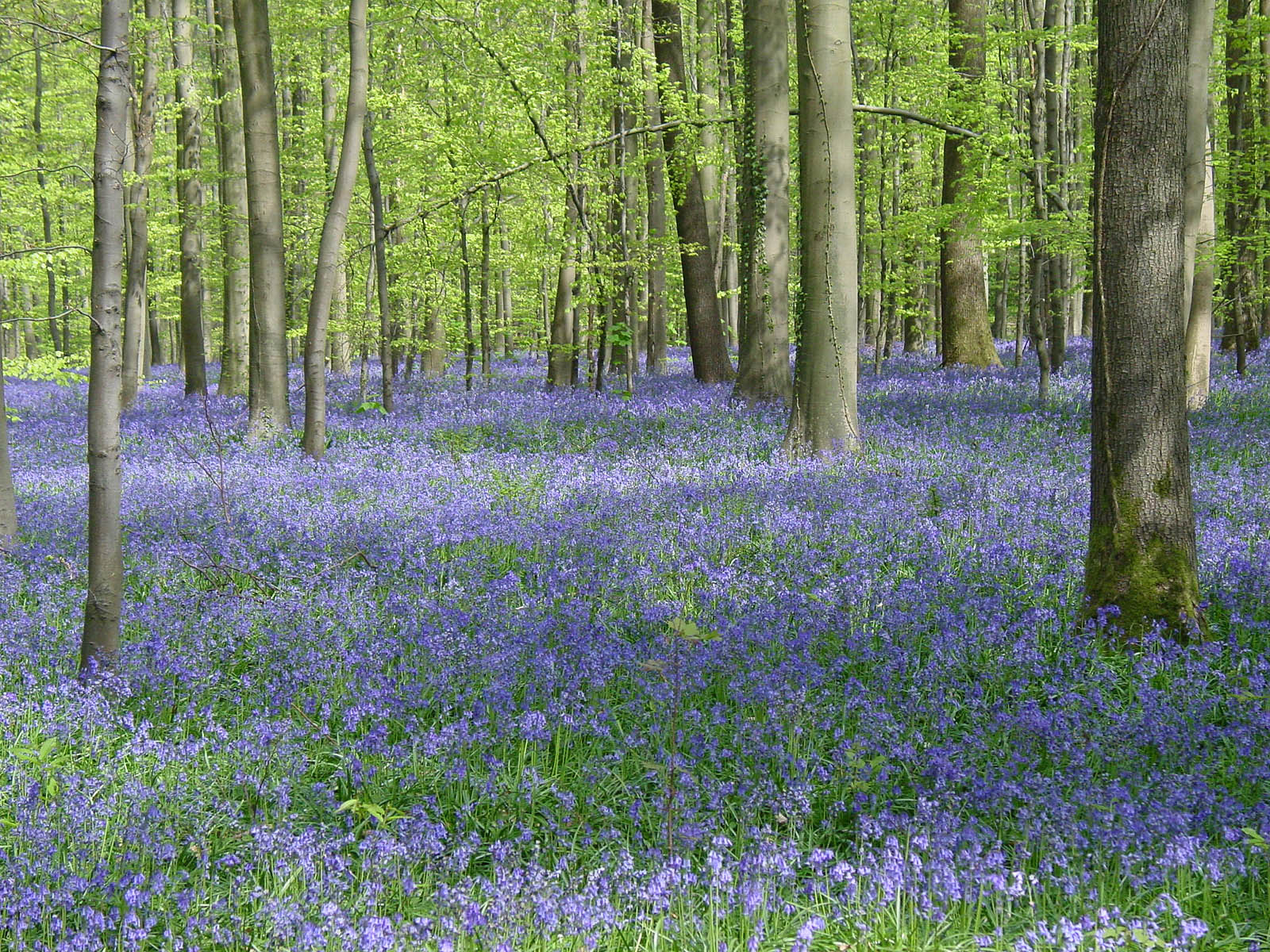
Hallerbos
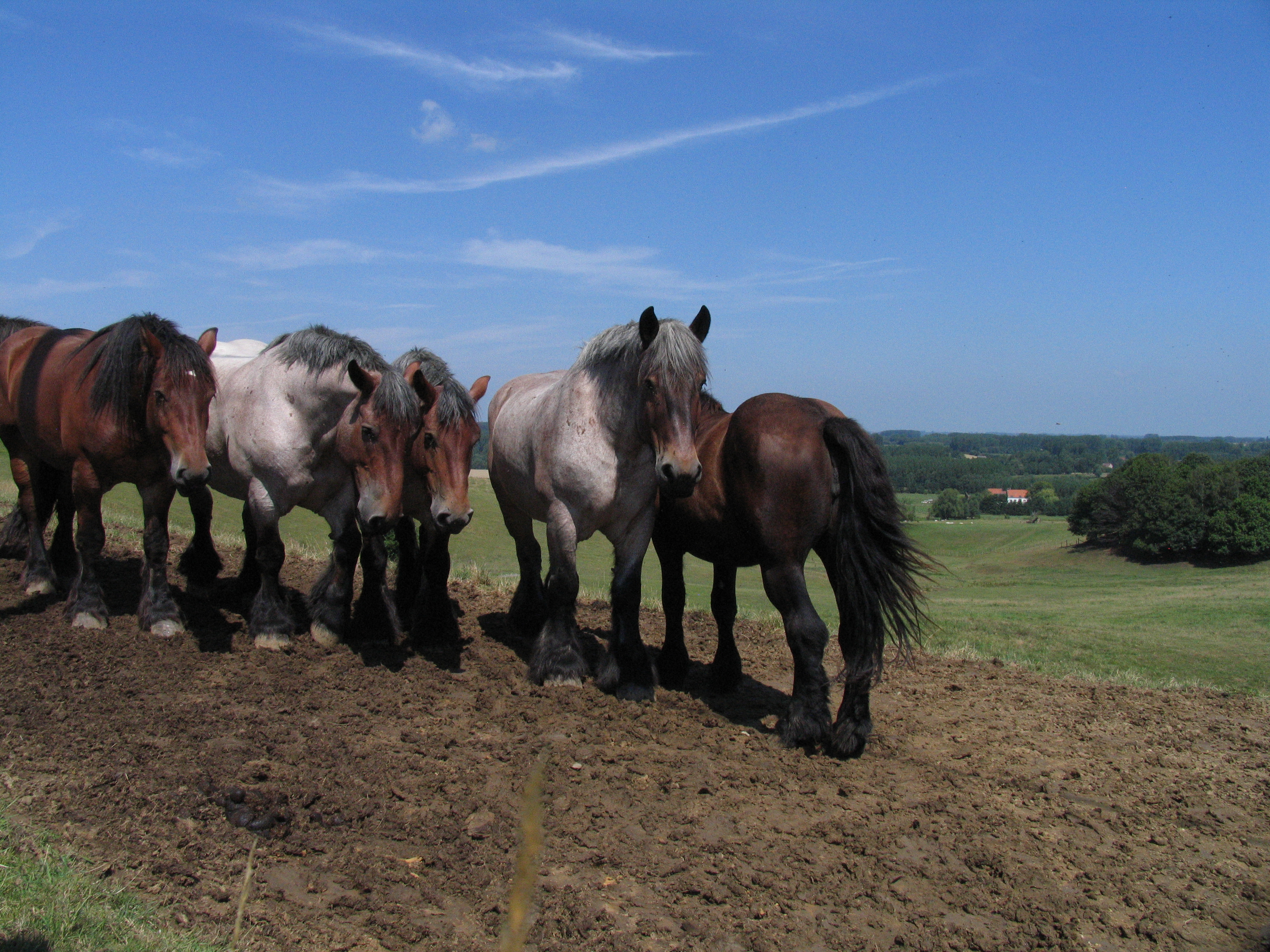
Pajottenland
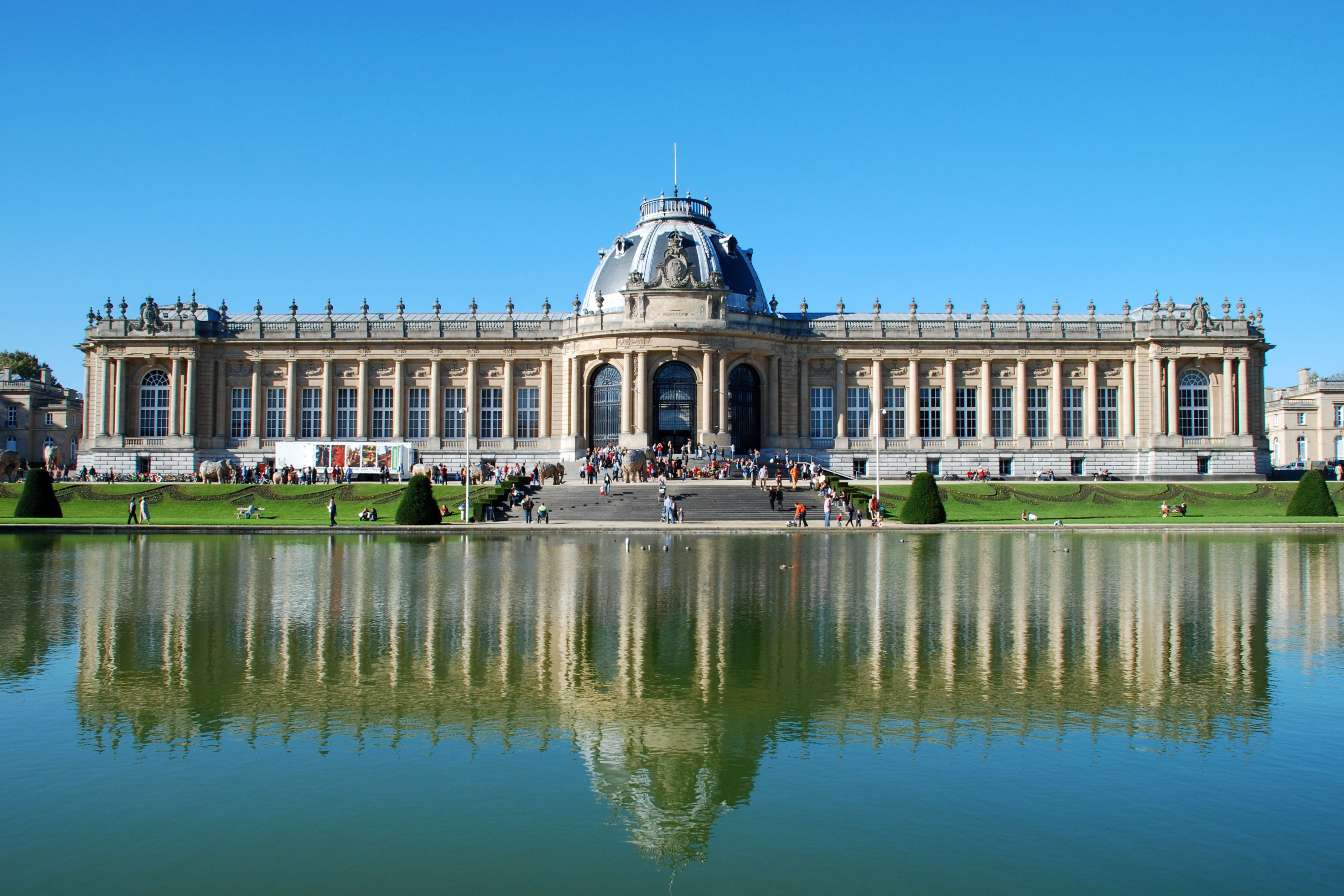
Tervuren
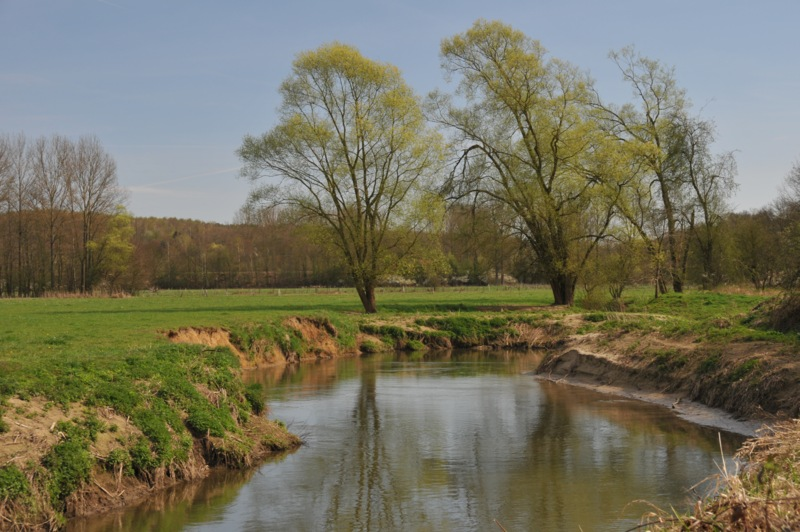
Dijleland
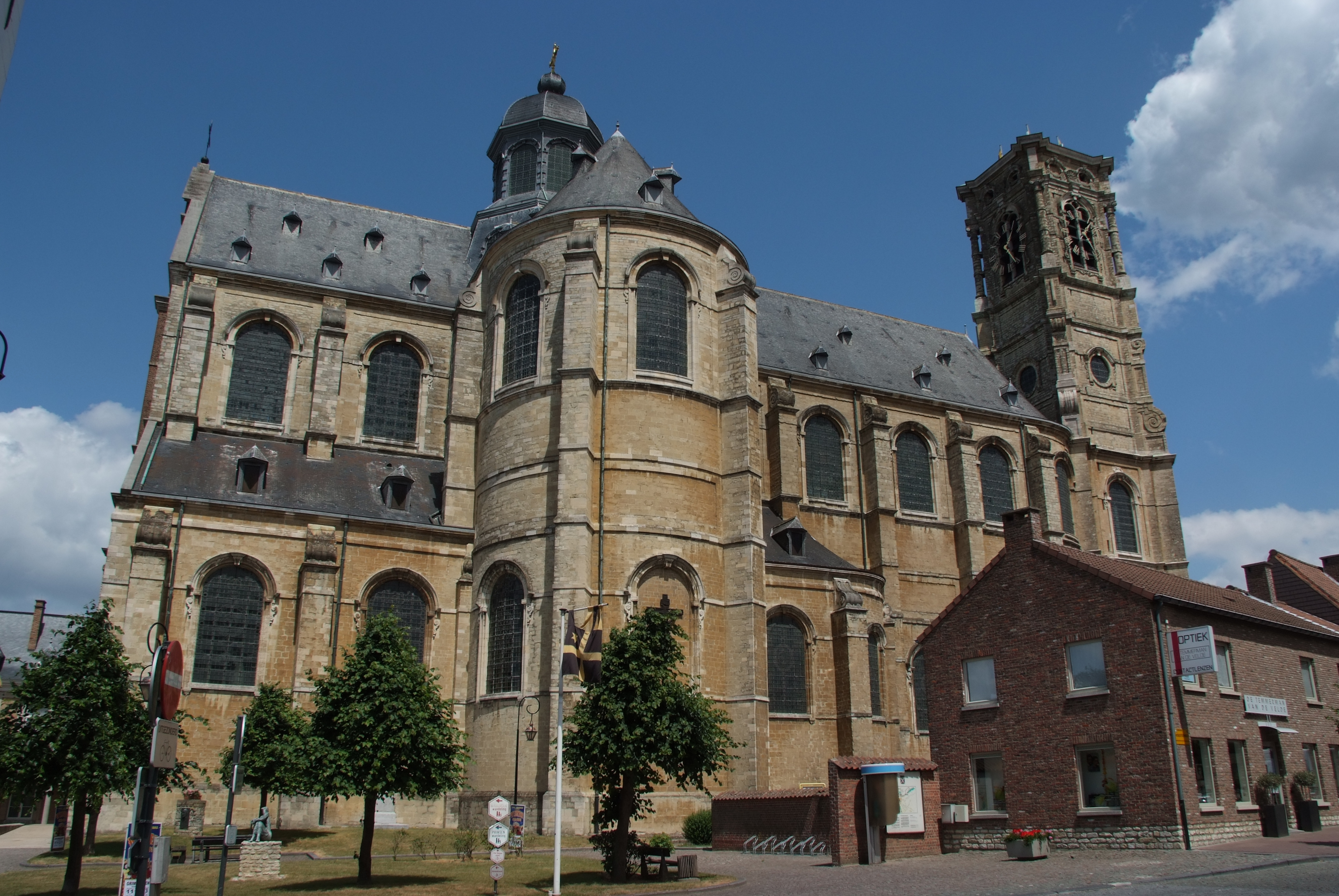
Abdij van Grimbergen
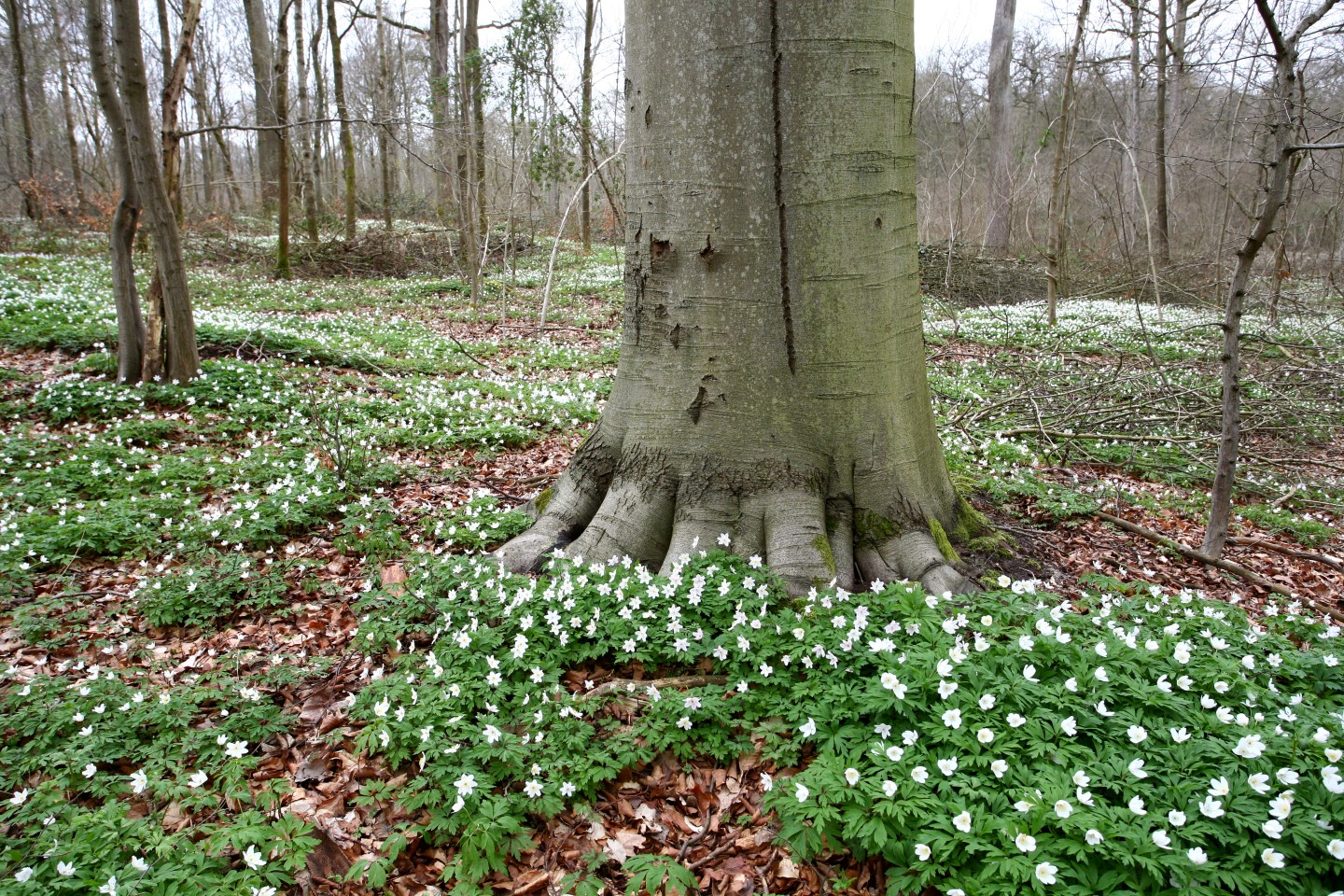
Meerdaalwoud